# Dupnica
Dupnica (Bugarski: Дупница ) je grad na zapadu Bugarske, u Oblasti Ćustendil, u podnožju planine Rila, udaljen oko 65 km južno od glavnog grada Sofije.

## Povijest i zemljopisne osobine, gospodarstvo
Na mjestu današnje Dupnice postojalo je ljudsko naselje još od antike. Naselje je kroz povijest mijenjalo ime, od Tobinica do Dupla i  Dubnica, posljednje ime zadržalo se sve do oslobođenja od otomanske vlasti, tad je ime grada promijenjeno u  Dupnica. Godine 1948., po ustoličenju komunističke vlasti grad je preimenovan u Stanke Dimitrov, ali je ubrzo nakon toga već 1949. preimenovan u Marek, da bi već sljedeće godine ime grada bilo ponovno Stanke Dimitrov. Nakon demokratskih promjena u Bugarskoj i restauracije građanskog društva, vraćeno je staro ime grada  Dupnica.
Dupnica se nalazi u dolini na 500 m nadmorske visine okružena planinama. Grad gledan s okolnih planiskih visova, izgleda poput neke rupe (bugarski se rupa kažeдупка/dupka), otuda i ime grada - Dupnica. Čak pet rijeka teče pored grada. Zbog svog izuzetno lijepog položaja u podnožju Rilskih planina, Dupnica postaje sve više ladanjski grad u kojem mnogi imućniji Bugari imaju kuće za odmor.
- 15. listopada 1902. godine, zbjeg od 600 žena i djece skrivao se je pred nadolazećom turskom vojskom u okolici Dupnice.[1]

Na brdu iznad grada nalaze se ruševine srednjovijekovne utvrde i veliki križ podignut u počast poginulim sugrađanima u Balkanskim ratovima i Prvom svjetskom ratu.
Dupnicu Bugari zovu Zeleni i sjenoviti grad, zbog ugodne svježine u vrijeme ljetnih žega, jer je grad prepun drveća.
Dupnicu također i zovu Mala Italija Bugarske, zato što mnogi Dupničani rade u Italiji a u rodni grad vraćaju se tijekom ljeta. Drugi razlog je trgovina polovnim automobilima, od kojih je većina porijeklom iz Italije.
U Dupnici djeluje veliki pogon farmaceutske tvrtke Actavis, za socijalizma znanog kao poduzeće HeFeKa (bugarski: ХФК), u kojem je zaposleno 30-40 % svih radno sposobnih stanovnika. 

## Vanjske poveznice
- Službene stranice Dupnice
- Općina Dupnica na stranicama Domino.bg  Arhivirana inačica izvorne stranice od 26. kolovoza 2009. (Wayback Machine)
- Slike i tekstovi o Dupnici  Arhivirana inačica izvorne stranice od 20. kolovoza 2009. (Wayback Machine)